# Уотертаун (Нью-Йорк)
Уотертаун (англ. Watertown) — город в штате Нью-Йорк, административный центр округа Джефферсон. 
Расположен в 35 км к югу от Тысячи островов, в 120 км к северу от города Сиракьюс. Согласно переписи 2010 года население составляло 27 023 человека, что на 1,2 % больше, чем в 2000 году. Недалеко находится база ВС США Форт-Драм.
Название дано в честь многочисленных водопадов, расположенных в окрестностях. Город возник в начале XIX века как промышленный центр. В начале XX века здесь проживал наибольший процент миллионеров на душу населения в стране. В городе был построен ряд архитектурных памятников. Это наименьший из городов, где был создан парк по проекту Фредерика Олмстеда, автора Нью-Йоркского Центрального парка.
В городе расположен небольшой международный аэропорт.
В 2013 году город прославился тем, что в нём было запрещено снимать совместно комнаты или квартиры не членам семьи. Решение было принято городским советом (3 голоса против 2) на основании единственной жалобы одной из горожанок.
В городе расположен Зоопарк штата Нью-Йорк, а в его окрестностях находятся несколько виноделен.